# El Pensil Gaditano
El Pensil Gaditano (1856) es la primera de una serie de publicaciones feministas que sufrieron sucesivos cierres y reaperturas hasta 1866 bajo diferentes nombres: El Pensil de Iberia, El Nuevo Pensil de Iberia y La Buena Nueva (1866), conocidas genéricamente como los Pensiles. Sus impulsores fueron las escritoras María Josefa Zapata, Margarita Pérez de Celis y el médico José Bartolero. Pertenecían al grupo de socialistas utópicos seguidores de Charles Fourier en Cádiz.

## Contexto histórico e ideología
Los Pensiles tenían un carácter reivindicativo e inconformista puesto de manifiesto en sus editoriales. Se alejaban de la prensa dirigida específicamente para mujeres puesto que sus temáticas eran más generales.
Estas publicaciones están publicadas en el reinado de Isabel II donde se daba la alternancia política entre liberales y moderados. La situación de la mujer era de desigualdad, sometimiento y reclusión en el ámbito privado del hogar. El poder de la Iglesia católica era muy grande lo que influyó en los diversos cierres de los pensiles. El gobernador civil, figura que surgió durante la minoría de Isabel II, controlaba la prensa y las  imprentas. A partir de la ley del 17 de noviembre de 1837 se obligó a los editores a enviar un ejemplar del periódico al gobernador civil y otro al fiscal antes de su distribución pudiendo suspenderla si lo consideraban oportuno.

## LosPensilesyLa Buena Nueva

### El Pensil Gaditano. Periódico de Literatura, Ciencias y Artes
En 1856 se publicó en Cádiz El Pensil Gaditano, Periódico de Literatura, Ciencias y Artes, y su periodicidad parecía ser quincenal. Es considerado el primer periódico de corte feminista y social en España, y uno de los primeros de carácter fourierista, que animaba a la lucha por la emancipación femenina y de las clases populares. Dejó de publicarse por problemas con la censura  y cambió de cabecera pasando a ser El Pensil de Iberia.

### El Pensil de Iberia. Periódico de Literatura, Ciencias, Artes y Teatros
En El Pensil de Iberia (1857) colaboraron asiduamente mujeres comprometidas por el cambio social, además de Zapata y Pérez de Celis: Rosa Butler y Mendieta y Joaquina García de Balmaseda, también hombres demócratas y progresistas como Francisco Pi y Margall, Roberto Robert, Roque Barcia y Fernando Garrido entre otros. Tuvo una periodicidad decenal y continuó la numeración del anterior.

### El Nuevo Pensil de Iberia. Periódico de Literatura, Ciencias, Artes y Teatros
Se editó a partir del 10 de octubre de 1857, con el inicio de una nueva numeración que alcanzó 44 números, hasta el 30 de diciembre de 1858. En el número del 20 de febrero de 1858 apareció un artículo sin firma “Opinión de Fourier sobre las mujeres” en que se culpaba al sistema social de la inferioridad de esta por impedirle su instrucción.

### El Pensil de Iberia. Revista Universal Contemporánea
Tras un silencio de tres meses, como se explicaba en su editorial, el 10 de abril de 1859 apareció este Pensil del que se llegó a editar trece números con ciertas irregularidades en las entregas, debido a los problemas económicos por los que atravesó. Desapareció por la acción de la censura, al ser denunciados algunos artículos que se tenían como contrarios a la fe católica y a la moral cristiana. Fue objeto de crítica, por parte del obispo de Cádiz, la serie que bajo el título "Leyendas morales" firmaba  Rosa Marina. Su denuncia al gobernador civil dio como resultado el secuestro de ejemplares y la prohibición de la publicación.
En esta publicación surgió por primera vez la idea de conciencia de clase y sexo en un contexto cristiano y evangélico. Por primera vez las relaciones hombre-mujer aparecieron en términos de opresión por lo que estas mujeres son consideradas las pioneras del feminismo libertario.
Los artículos de esta revista tendían a proclamar la emancipación y regeneración de la humanidad por los principios socialistas dentro de un orden cristiano. En sus escritos se denunciaba la falta de reconocimiento de la capacidad intelectual de la mujer, su difícil acceso a la educación, la doble moral, la dependencia del hombre y el matrimonio de conveniencia.

### La Buena Nueva. Periódico de Literatura, Ciencias, Artes e Industrias
Bajo la dirección de Mª Josefa Zapata, se publicarán diez números entre el 15 de diciembre de 1865 al 15 de abril de 1866, con periodicidad semanal, en teoría, pero con enormes irregularidades en sus entregas.

## La Mujer y la Sociedad
En 1857 en el Pensil de Iberia aparecieron una serie de artículos por entregas firmados por Rosa Marina –quizás un seudónimo–, que fue más tarde un libro, La mujer y la sociedad, prologado por Margarita Pérez de Celis. Está considerado el primer manifiesto español de planteamientos abiertamente feministas en torno a la condición y los derechos de la mujer. En él se argumentaba a favor de la igualdad de las mujeres con los hombres en todos los ámbitos, se criticaba tanto a progresistas como a conservadores que habían encerrado a las mujeres en sus casas privándolas de la ciudadanía, se criticaba la prostitución reglamentada y el matrimonio por interés como única solución para la mujer.

## Trascendencia
En 1928, Celsia Regis las consideraba las primeras libertarias y escribió en La Voz de la Mujer: “A la Pérez de Celis se la puede considerar como la fundadora de la primera revista feminista de España”.